# Lopidea bullata
Lopidea bullata är en insektsart som beskrevs av Knight 1923. Lopidea bullata ingår i släktet Lopidea och familjen ängsskinnbaggar. Inga underarter finns listade i Catalogue of Life.